# Perceptron
O perceptron foi inventado em 1943 por Warren McCulloch e Walter Pitts. A primeira implementação de hardware foi a máquina Mark I Perceptron construída em 1957 por Frank Rosenblatt no Cornell Aeronautical Laboratory. Ele pode ser visto como o tipo mais simples de rede neural feedforward: um classificador linear.

## Definição
O perceptron é um classificador binário que mapeia sua entrada {\displaystyle x} (um vetor de valor real) para um valor de saída {\displaystyle f(x)} (uma valor binário simples) através da matriz.
{\displaystyle f(x)={\begin{cases}1&{\text{if }}w\cdot x+b\geq 0\\0&{\text{else}}\end{cases}}}
Onde {\displaystyle w} é um vetor de peso real e {\displaystyle w\cdot x} é o produto escalar (que computa uma soma com pesos) e {\displaystyle b} é o viés (do inglês "bias"), um termo constante que não depende de qualquer valor de entrada.

## Implementação em Python
```
'''

	Este projeto esta disponivel no GiHub de Marcos castro de Sousa

	Implementação da rede neural Perceptron

	w = w + N * (d(k) - y) * x(k)

'''

import
 
random
,
 
copy

class
 
Perceptron
:

	
def
 
__init__
(
self
,
 
amostras
,
 
saidas
,
 
taxa_aprendizado
=
0.1
,
 
epocas
=
1000
,
 
limiar
=-
1
):

		
self
.
amostras
 
=
 
amostras
 
# todas as amostras

		
self
.
saidas
 
=
 
saidas
 
# saídas respectivas de cada amostra

		
self
.
taxa_aprendizado
 
=
 
taxa_aprendizado
 
# taxa de aprendizado (entre 0 e 1)

		
self
.
epocas
 
=
 
epocas
 
# número de épocas

		
self
.
limiar
 
=
 
limiar
 
# limiar

		
self
.
num_amostras
 
=
 
len
(
amostras
)
 
# quantidade de amostras

		
self
.
num_amostra
 
=
 
len
(
amostras
[
0
])
 
# quantidade de elementos por amostra

		
self
.
pesos
 
=
 
[]
 
# vetor de pesos

	
# função para treinar a rede

	
def
 
treinar
(
self
):

		
		
# adiciona -1 para cada uma das amostras

		
for
 
amostra
 
in
 
self
.
amostras
:

			
amostra
.
insert
(
0
,
 
-
1
)

		
# inicia o vetor de pesos com valores aleatórios

		
for
 
i
 
in
 
range
(
self
.
num_amostra
):

			
self
.
pesos
.
append
(
random
.
random
())

		
# insere o limiar no vetor de pesos

		
self
.
pesos
.
insert
(
0
,
 
self
.
limiar
)

		
# inicia o contador de epocas

		
num_epocas
 
=
 
0

		
while
 
True
:

			
erro
 
=
 
False
 
# o erro inicialmente inexiste

			
# para todas as amostras de treinamento

			
for
 
i
 
in
 
range
(
self
.
num_amostras
):

				
u
 
=
 
0

				
'''

					realiza o somatório, o limite (self.amostra + 1)

					é porque foi inserido o -1 para cada amostra

				'''

				
for
 
j
 
in
 
range
(
self
.
num_amostra
 
+
 
1
):

					
u
 
+=
 
self
.
pesos
[
j
]
 
*
 
self
.
amostras
[
i
][
j
]

				
# obtém a saída da rede utilizando a função de ativação

				
y
 
=
 
self
.
sinal
(
u
)

				
# verifica se a saída da rede é diferente da saída desejada

				
if
 
y
 
!=
 
self
.
saidas
[
i
]:

					
# calcula o erro: subtração entre a saída desejada e a saída da rede

					
erro_aux
 
=
 
self
.
saidas
[
i
]
 
-
 
y

					
# faz o ajuste dos pesos para cada elemento da amostra

					
for
 
j
 
in
 
range
(
self
.
num_amostra
 
+
 
1
):

						
self
.
pesos
[
j
]
 
=
 
self
.
pesos
[
j
]
 
+
 
self
.
taxa_aprendizado
 
*
 
erro_aux
 
*
 
self
.
amostras
[
i
][
j
]

					
erro
 
=
 
True
 
# ainda existe erro

			
# incrementa o número de épocas

			
num_epocas
 
+=
 
1

			
# critério de parada é pelo número de épocas ou se não existir erro

			
if
 
num_epocas
 
>
 
self
.
epocas
 
or
 
not
 
erro
:

				
break

	
# função utilizada para testar a rede

	
# recebe uma amostra a ser classificada e os nomes das classes

	
# utiliza a função sinal, se é -1 então é classe1, senão é classe2

	
def
 
testar
(
self
,
 
amostra
,
 
classe1
,
 
classe2
):

		
# insere o -1

		
amostra
.
insert
(
0
,
 
-
1
)

		
# utiliza o vetor de pesos que foi ajustado na fase de treinamento

		
u
 
=
 
0

		
for
 
i
 
in
 
range
(
self
.
num_amostra
 
+
 
1
):

			
u
 
+=
 
self
.
pesos
[
i
]
 
*
 
amostra
[
i
]

		
# calcula a saída da rede

		
y
 
=
 
self
.
sinal
(
u
)

		
# verifica a qual classe pertence

		
if
 
y
 
==
 
-
1
:

			
print
(
'A amostra pertence a classe 
%s
'
 
%
 
classe1
)

		
else
:

			
print
(
'A amostra pertence a classe 
%s
'
 
%
 
classe2
)

	
# função de ativação: degrau bipolar (sinal)

	
def
 
sinal
(
self
,
 
u
):

		
return
 
1
 
if
 
u
 
>=
 
0
 
else
 
-
1

print
(
'
\n
A ou B?
\n
'
)

# amostras: um total de 4 amostras

amostras
 
=
 
[[
0.1
,
 
0.4
,
 
0.7
],
 
[
0.3
,
 
0.7
,
 
0.2
],
 
				
[
0.6
,
 
0.9
,
 
0.8
],
 
[
0.5
,
 
0.7
,
 
0.1
]]

# saídas desejadas de cada amostra

saidas
 
=
 
[
1
,
 
-
1
,
 
-
1
,
 
1
]

# conjunto de amostras de testes

testes
 
=
 
copy
.
deepcopy
(
amostras
)

# cria uma rede Perceptron

rede
 
=
 
Perceptron
(
amostras
=
amostras
,
 
saidas
=
saidas
,
	
						
taxa_aprendizado
=
0.1
,
 
epocas
=
1000
)

# treina a rede

rede
.
treinar
()

# testando a rede

for
 
teste
 
in
 
testes
:

	
rede
.
testar
(
teste
,
 
'A'
,
 
'B'
)

```

## Implementação em C#
```
 

using
 
System
;

using
 
System.Linq
;

namespace
 
perceptron

{

    
public
 
class
 
Perceptron

    
{

        
static
 
readonly
 
double
[]
 
w
 
=
 
new
 
double
[
3
];

        
private
 
readonly
 
int
[,]
 
_matrizAprendizado
 
=
 
new
 
int
[
4
,
 
3
];

        
private
 
double
 
_net
;

        
Perceptron
()

        
{

             
//tabela AND

            
_matrizAprendizado
[
0
,
 
0
]
 
=
 
0
;

            
_matrizAprendizado
[
0
,
 
1
]
 
=
 
0
;

            
_matrizAprendizado
[
0
,
 
2
]
 
=
 
0
;

            
_matrizAprendizado
[
1
,
 
0
]
 
=
 
0
;

            
_matrizAprendizado
[
1
,
 
1
]
 
=
 
1
;

            
_matrizAprendizado
[
1
,
 
2
]
 
=
 
0
;

            
_matrizAprendizado
[
2
,
 
0
]
 
=
 
1
;

            
_matrizAprendizado
[
2
,
 
1
]
 
=
 
0
;

            
_matrizAprendizado
[
2
,
 
2
]
 
=
 
0
;

            
_matrizAprendizado
[
3
,
 
0
]
 
=
 
1
;

            
_matrizAprendizado
[
3
,
 
1
]
 
=
 
1
;

            
_matrizAprendizado
[
3
,
 
2
]
 
=
 
1
;

            
w
[
0
]
 
=
 
0
;

            
w
[
1
]
 
=
 
0
;

            
w
[
2
]
 
=
 
0
;

        
}

        
public
 
static
 
void
 
Main
(
string
[]
 
args
)

        
{

            
//pesos antes do treinamento

            
w
.
ToList
().
ForEach
(
x
 
=>
 
Console
.
WriteLine
(
x
 
+
 
","
));

            
Console
.
WriteLine
(
"\n"
);

            
//efetua-se o treinamento da rede

            
new
 
Perceptron
().
Treinar
();

            
Console
.
WriteLine
(
"\n"
);

            
//pesos ajustados após treinamento

            
w
.
ToList
().
ForEach
(
x
 
=>
 
Console
.
WriteLine
(
x
 
+
 
","
));

            
//dados de entrada para rede treinada, 0 e 0 resulta em 0 (tabela and) -1 corresponde ao BIAS

            
int
[]
 
amostra1
 
=
 
{
 
0
,
 
1
,
 
-
1
 
};
 
// 0 e 1 -> 0 Classe B

            
int
[]
 
amostra2
 
=
 
{
 
1
,
 
0
,
 
-
1
 
};
 
// 1 e 0 -> 0 Classe B

            
int
[]
 
amostra3
 
=
 
{
 
0
,
 
0
,
 
-
1
 
};
 
// 0 e 0 -> 0 Classe B

            
int
[]
 
amostra4
 
=
 
{
 
1
,
 
1
,
 
-
1
 
};
 
// 1 e 1 -> 1 Classe A

            
ClassificarAmostra
(
amostra1
);

            
ClassificarAmostra
(
amostra2
);

            
ClassificarAmostra
(
amostra3
);

            
ClassificarAmostra
(
amostra4
);

            
Console
.
ReadKey
();

        
}

        
public
 
static
 
void
 
ClassificarAmostra
(
int
[]
 
amostra
)

        
{

            
//pesos encontrados após o treinamento

            
int
[]
 
pesos
 
=
 
{
 
2
,
 
1
,
 
3
 
};

            
//aplicação da separação dos dados linearmente após aprendizado

            
var
 
u
 
=
 
amostra
.
Select
((
t
,
 
k
)
 
=>
 
pesos
[
k
]
 
*
 
t
).
Sum
();

            
var
 
y
 
=
 
LimiarAtivacao
(
u
);

            
Console
.
WriteLine
(
y
 
>
 
0
 
?
 
"Amostra da classe A >= 0"
 
:
 
"HelloWorld < 0"
);

        
}

        
private
 
static
 
int
 
LimiarAtivacao
(
double
 
u
)

        
{

            
return
 
(
u
 
>=
 
0
)
 
?
 
1
 
:
 
0
;

        
}

        
int
 
Executar
(
int
 
x1
,
 
int
 
x2
)

        
{

            
_net
 
=
 
(
x1
 
*
 
w
[
0
])
 
+
 
(
x2
 
*
 
w
[
1
])
 
+
 
((
-
1
)
 
*
 
w
[
2
]);

            
return
 
(
_net
 
>=
 
0
)
 
?
 
1
 
:
 
0
;

        
}

        
public
 
void
 
Treinar
()

        
{

            
var
 
treinou
 
=
 
true
;

            
for
 
(
var
 
i
 
=
 
0
;
 
i
 
<
 
_matrizAprendizado
.
GetLength
(
0
);
 
i
++
)

            
{

                
var
 
saida
 
=
 
Executar
(
_matrizAprendizado
[
i
,
 
0
],
 
_matrizAprendizado
[
i
,
 
1
]);

                
if
 
(
saida
 
!=
 
_matrizAprendizado
[
i
,
 
2
])

                
{

                    
CorrigirPeso
(
i
,
 
saida
);

                    
treinou
 
=
 
false
;

                
}

            
}

            
if
 
(
!
treinou
)

                
Treinar
();

        
}

        
void
 
CorrigirPeso
(
int
 
i
,
 
int
 
saida
)

        
{

            
w
[
0
]
 
=
 
w
[
0
]
 
+
 
(
1
 
*
 
(
_matrizAprendizado
[
i
,
 
2
]
 
-
 
saida
)
 
*
 
_matrizAprendizado
[
i
,
 
0
]);

            
w
[
1
]
 
=
 
w
[
1
]
 
+
 
(
1
 
*
 
(
_matrizAprendizado
[
i
,
 
2
]
 
-
 
saida
)
 
*
 
_matrizAprendizado
[
i
,
 
1
]);

            
w
[
2
]
 
=
 
w
[
2
]
 
+
 
(
1
 
*
 
(
_matrizAprendizado
[
i
,
 
2
]
 
-
 
saida
)
 
*
 
(
-
1
));

        
}

    
}

}

```

## Implementação em Ruby
```
  
#

 
# Classe PERCEPTRON responsável para aprendizado e resolução da tabela AND

 
#

class
 
Perceptron
 

  
def
 
initialize

    
# pesos sinápticos [0] entrada 1, [1] entrada 2, [3]BIAS

    
@w
   
=
 
[]

    
# variável responsável pelo somatório(rede).

    
@net
 
=
 
0

    
# variavél responsável pelo número máximo de épocas

    
@epocasMax
 
=
 
30

    
# variável responsável pela contagem das épocas durante o treinamento

    
@count
      
=
 
0

    
# declara o vetor da matriz de aprendizado

    
@matriz_aprendizado
 
=
 
[]

    
self
.
inicia_matriz

  
end

  
def
 
inicia_matriz

    
# Primeiro valor

    
@matriz_aprendizado
[
0
]
    
=
 
[]

    
@matriz_aprendizado
[
0
][
0
]
 
=
 
0
;
 
# entrada 1

    
@matriz_aprendizado
[
0
][
1
]
 
=
 
0
;
 
# entrada 2

    
@matriz_aprendizado
[
0
][
2
]
 
=
 
0
;
 
# valor esperado

    
# Segundo Valor

    
@matriz_aprendizado
[
1
]
    
=
 
[]

    
@matriz_aprendizado
[
1
][
0
]
 
=
 
0
;
 
# entrada 1

    
@matriz_aprendizado
[
1
][
1
]
 
=
 
1
;
 
# entrada 2

    
@matriz_aprendizado
[
1
][
2
]
 
=
 
0
;
 
# valor esperado

    
# terceiro valor

    
@matriz_aprendizado
[
2
]
    
=
 
[]

    
@matriz_aprendizado
[
2
][
0
]
 
=
 
1
;
 
# entrada 1

    
@matriz_aprendizado
[
2
][
1
]
 
=
 
0
;
 
# entrada 2

    
@matriz_aprendizado
[
2
][
2
]
 
=
 
0
;
 
# valor esperado

    
# quarto valor

    
@matriz_aprendizado
[
3
]
    
=
 
[]

    
@matriz_aprendizado
[
3
][
0
]
 
=
 
1
;
 
# entrada 1

    
@matriz_aprendizado
[
3
][
1
]
 
=
 
1
;
 
# entrada 2

    
@matriz_aprendizado
[
3
][
2
]
 
=
 
1
;
 
# valor esperado

    

    
# inicialização dos pesos sinápticos

    
# Peso sináptico para primeira entrada.

    
@w
[
0
]
 
=
 
0
;

    
# Peso sináptico para segunda entrada.

    
@w
[
1
]
 
=
 
0
;

    
# Peso sináptico para o BIAS

    
@w
[
2
]
 
=
 
0
;

  
end

  
# Método responsávelpelo somatório e a função de ativação.

  
def
 
executar
(
x1
,
 
x2
)

    
# Somatório (NET)

    
@net
 
=
 
(
x1
 
*
 
@w
[
0
]
)
 
+
 
(
x2
 
*
 
@w
[
1
]
)
 
+
 
((
-
1
)
 
*
 
@w
[
2
]
);

    
# Função de Ativação

    
return
 
1
 
if
 
(
@net
 
>=
 
0
)
 

    
return
 
0
;

  
end

  
# Método para treinamento da rede

  
def
 
treinar
()
 

    
# variavel utilizada responsável pelo controlede treinamento recebefalso

    
treinou
 
=
 
true
;

    

    
# varável responsável para receber o valor da saída (y)

    
saida
   
=
 
nil
;

    
# laço usado para fazer todas as entradas

    
@matriz_aprendizado
.
length
.
times
 
do
 
|
i
|

      

      
# A saída recebe o resultado da rede que no caso é 1 ou 0

      
saida
 
=
 
self
.
executar
(
@matriz_aprendizado
[
i
][
0
]
,
 
@matriz_aprendizado
[
i
][
1
]
);

     

      
if
 
(
saida
 
!=
 
@matriz_aprendizado
[
i
][
2
]
)
 

        
# Caso a saída seja diferente do valor esperado

        

        
# os pesos sinápticos serão corrigidos

        
self
.
corrigirPeso
(
i
,
 
saida
);

        
# a variavél responsável pelo controlede treinamento recebe falso

        
treinou
 
=
 
false
;

      
end

    
end

    
# acrescenta uma época

    
@count
+=
1
;

    
# teste se houve algum erro duranteo treinamento e o número de epocas

    
#é menor qe o definido

    
if
(
not
 
treinou
 
and
 
(
@count
 
<
 
@epocasMax
))

      
# chamada recursiva do método

      
self
.
treinar
();

    
end

  
end
    
# fim do método para treinamento

  
# Método para a correção de pesos

  
def
 
corrigirPeso
(
i
,
 
saida
)
 

    
@w
[
0
]
 
=
 
@w
[
0
]
 
+
 
(
1
 
*
 
(
@matriz_aprendizado
[
i
][
2
]
 
-
 
saida
)
 
*
 
@matriz_aprendizado
[
i
][
0
]
);

    
@w
[
1
]
 
=
 
@w
[
1
]
 
+
 
(
1
 
*
 
(
@matriz_aprendizado
[
i
][
2
]
 
-
 
saida
)
 
*
 
@matriz_aprendizado
[
i
][
1
]
);

    
@w
[
2
]
 
=
 
@w
[
2
]
 
+
 
(
1
 
*
 
(
@matriz_aprendizado
[
i
][
2
]
 
-
 
saida
)
 
*
 
(
-
1
));

  
end

end

```

## Implementação em Java
```
 

 
/*

 * Classe PERCEPTRON responsável para aprendizado e resolução da tabela AND

 */

public
 
class
 
Perceptron
 
{

    
// pesos sinápticos [0] entrada 1, [1] entrada 2, [3]BIAS

    
private
 
double
[]
 
w
 
=
 
new
 
double
[
3
]
;

    
// variável responsável pelo somatório(rede).

    
private
 
double
 
NET
 
=
 
0
;

    
// variavél responsável pelo número máximo de épocas

    
private
 
final
 
int
 
epocasMax
 
=
 
30
;

    
// variável responsável pela contagem das épocas durante o treinamento

    
private
 
int
 
count
 
=
 
0
;

    
// declara o vetor da matriz de aprendizado

    
private
 
int
[][]
 
matrizAprendizado
 
=
 
new
 
int
[
4
][
3
]
;

    
// MÉTODO DE RETORNO DO CONTADOR

    
public
 
int
 
getCount
(){

      
return
 
this
.
count
;

    
}

 
// metodo de inicialização inicia o vetor da matriz de aprendizado

  
Perceptron
()
 
{

    
// Primeiro valor

    
this
.
matrizAprendizado
[
0
][
0
]
 
=
 
0
;
 
// entrada 1

    
this
.
matrizAprendizado
[
0
][
1
]
 
=
 
0
;
 
// entrada 2

    
this
.
matrizAprendizado
[
0
][
2
]
 
=
 
0
;
 
// valor esperado

    
// Segundo Valor

    
this
.
matrizAprendizado
[
1
][
0
]
 
=
 
0
;
 
// entrada 1

    
this
.
matrizAprendizado
[
1
][
1
]
 
=
 
1
;
 
// entrada 2

    
this
.
matrizAprendizado
[
1
][
2
]
 
=
 
0
;
 
// valor esperado

    
// terceiro valor

    
this
.
matrizAprendizado
[
2
][
0
]
 
=
 
1
;
 
// entrada 1

    
this
.
matrizAprendizado
[
2
][
1
]
 
=
 
0
;
 
// entrada 2

    
this
.
matrizAprendizado
[
2
][
2
]
 
=
 
0
;
 
// valor esperado

    
// quarto valor

    
this
.
matrizAprendizado
[
3
][
0
]
 
=
 
1
;
 
// entrada 1

    
this
.
matrizAprendizado
[
3
][
1
]
 
=
 
1
;
 
// entrada 2

    
this
.
matrizAprendizado
[
3
][
2
]
 
=
 
1
;
 
// valor esperado

    

    
// inicialização dos pesos sinápticos

    
// Peso sináptico para primeira entrada.

    
w
[
0
]
 
=
 
0
;

    
// Peso sináptico para segunda entrada.

    
w
[
1
]
 
=
 
0
;

    
// Peso sináptico para o BIAS

    
w
[
2
]=
 
0
;

       

}

  
// Método responsávelpelo somatório e a função de ativação.

    
int
 
executar
(
int
 
x1
,
 
int
 
x2
)
 
{

        
// Somatório (NET)

        
NET
 
=
 
(
x1
 
*
 
w
[
0
]
)
 
+
 
(
x2
 
*
 
w
[
1
]
)
 
+
 
((
-
1
)
 
*
 
w
[
2
]
);

        
// Função de Ativação

        
if
 
(
NET
 
>=
 
0
)
 
{

            
return
 
1
;

        
}

        
return
 
0
;

    
}

    
// Método para treinamento da rede

    
public
 
void
 
treinar
()
 
{

        
// variavel utilizada responsável pelo controlede treinamento recebefalso

        
boolean
 
treinou
=
 
true
;

        
// varável responsável para receber o valor da saída (y)

        
int
 
saida
;

        
// laço usado para fazer todas as entradas

        
for
 
(
int
 
i
 
=
 
0
;
 
i
 
<
 
matrizAprendizado
.
length
;
 
i
++
)
 
{

            
// A saída recebe o resultado da rede que no caso é 1 ou 0

            
saida
 
=
 
executar
(
matrizAprendizado
[
i
][
0
]
,
 
matrizAprendizado
[
i
][
1
]
);

            

           

            
if
 
(
saida
 
!=
 
matrizAprendizado
[
i
][
2
]
)
 
{

                
// Caso a saída seja diferente do valor esperado

                

                
// os pesos sinápticos serão corrigidos

                
corrigirPeso
(
i
,
 
saida
);

                
// a variavél responsável pelo controlede treinamento recebe falso

                
treinou
 
=
 
false
;

            
}

        
}

        
// acrescenta uma época

        
this
.
count
++
;

        
// teste se houve algum erro duranteo treinamento e o número de epocas

        
//é menor qe o definido

        
if
((
treinou
 
==
 
false
)
 
&&
 
(
this
.
count
 
<
 
this
.
epocasMax
))
 
{

            
// chamada recursiva do método

            
treinar
();

        
}

    
}
    
// fim do método para treinamento

    
// Método para a correção de pesos

    
void
 
corrigirPeso
(
int
 
i
,
 
int
 
saida
)
 
{

        
w
[
0
]
 
=
 
w
[
0
]
 
+
 
(
1
 
*
 
(
matrizAprendizado
[
i
][
2
]
 
-
 
saida
)
 
*
 
matrizAprendizado
[
i
][
0
]
);

        
w
[
1
]
 
=
 
w
[
1
]
 
+
 
(
1
 
*
 
(
matrizAprendizado
[
i
][
2
]
 
-
 
saida
)
 
*
 
matrizAprendizado
[
i
][
1
]
);

        
w
[
2
]
 
=
 
w
[
2
]
 
+
 
(
1
 
*
 
(
matrizAprendizado
[
i
][
2
]
 
-
 
saida
)
 
*
 
(
-
1
));

}}

```